# جنبش جهاد اسلامی
جنبش جهاد اسلامی (عربی: حركة الجهاد الإسلامي) یا حرکت جهاد اسلامی یک سازمان افراطی اسلام‌گرای پاکستانی، بنیادگرا و تروریستی وابسته به القاعده و طالبان است. جنبش جهاد اسلامی در سال ۱۹۸۵ توسط فضل رحمان خلیل و قاری سیف‌الله اختر تأسیس شد.
این سازمان از اوایل دهه ۱۹۹۰ فعال‌ترین گروه در کشورهای جنوب آسیا، پاکستان، بنگلادش و هند بوده است. این سازمان شبه‌نظامی توسط هند، اسرائیل، نیوزیلند، بریتانیا، ایالات متحده و بنگلادش به عنوان یک گروه تروریستی تعیین شده است.
الیاس کشمیری، فرمانده عملیاتی جنبش جهاد اسلامی، در حمله پهپادی ایالات متحده در وزیرستان جنوبی در ۴ ژوئن ۲۰۱۱ کشته شد. او با بمب‌گذاری ۱۳ فوریه ۲۰۱۰ در یک نانوایی آلمانی در پونا مرتبط بود. اندکی پس از این حمله، بیانیه‌ای منتشر شد که ادعا می‌شد از کشمیری بوده است. این حمله شهرهای دیگر و رویدادهای ورزشی مهم در هند را تهدید می‌کرد. پس از مرگ کشمیری، یک فرمانده محلی طالبان به نام شاه صاحب به عنوان جانشین کشمیری معرفی شد.